# Madonna z Dzieciątkiem (obraz Vasilisa Michaelidesa)
Madonna z Dzieciątkiem – obraz cypryjskiego pisarza, poety narodowego i malarza Vasilisa Michaelidesa.
Vasilis Michaelides zajmował się głównie poezją, jednakże początkowo uczył się podstaw malarstwa pod okiem wuja. W 1875 wyjechał do Włoch, prawdopodobnie do Neapolu, gdzie kontynuował naukę. Z tego okresu pochodzi obraz Madonna z Dzieciątkiem, w którym widoczne są wpływy włoskiego klasycyzmu. Obraz przechowywany jest w State Gallery of Contemporary Art w Nikozji.